# Kaatje van Ketnet
 (avril 2019).
Si vous disposez d'ouvrages ou d'articles de référence ou si vous connaissez des sites web de qualité traitant du thème abordé ici, merci de compléter l'article en donnant les références utiles à sa vérifiabilité et en les liant à la section « Notes et références ».

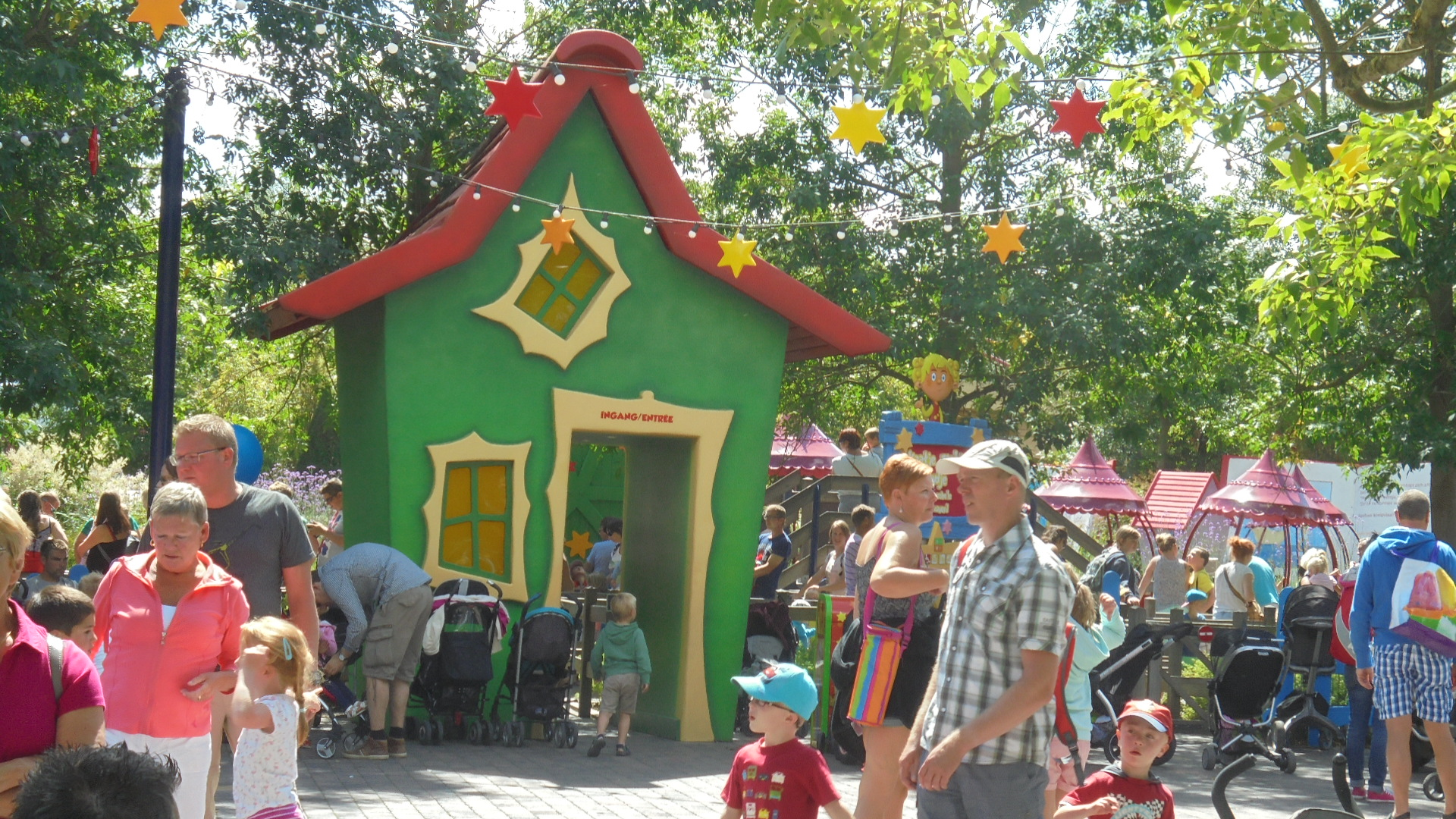
Kaatje Cherche Petit Canard à Plopsaland De Panne.

Kaatje est une émission de télévision belge diffusée sur la chaîne Ketnet.

## Programme
Kaatje est une fille qui, avec son Petit Canard (son doudou préféré), Kamiel (un dinosaure) et Viktor (un astronaute inventeur), joue à des jeux, chante de belles chansons pour enfants, lit des histoires et des poèmes amusants. 
Kaatje est la version pour les enfants et les jeunes de la chaîne populaire Ketnet de la VRT, mais le personnage n’existe que depuis 2008. Viktor a été ajouté en automne 2009.
Depuis le 9 avril 2011, un nouveau programme Kaatje a été publié, Kaatjes Tralalaatjes, avec de belles histoires de huit minutes chacune. Dans ce programme, 2 nouveaux personnages sont introduits : Frits et Frats.
En mai 2013, les acteurs ouvrent leur propre zone dans le parc d'attractions belge Plopsaland De Panne[réf. nécessaire]. Leur zone possède deux attractions : Viktor's Race (La Course de Viktor) et Kaatje cherche Petit Canard, ainsi qu'un magasin et de la restauration.
En 2016, un nouveau programme Kaatje a été aussi publié, Kaatjes Kameraadjes, une histoire où Kaatje voit des enfants dans un magnifique livre. Chaque épisode dure environ 6-7 minutes.
En 2020 : Kaatje et ses amis sont dans des histoires audio dans lesquels, ils racontent des aventures suivie par une chanson à la fin de chaque épisode.

## Acteurs
Le personnage de Kaatje est interprété par Sarah Vangeel, et celui de Kamiel par Dirk Verbeeck depuis 2009, (à l’origine par Patrick Maillard). La voix de Kamiel est enregistrée par Nico Sturm. Depuis 2009, Viktor est joué par Philippe Liekens. Les joueurs de marionnettes Dries De Win et Bert Plagman jouent Frits et Frats. Dries De Win et Danny Timmermans donnent leurs voix à ce duo.

## Diffusions
L'émission est diffusée à 6h (à 7h pendant les week-ends et les vacances) et à 15h les lundi, mardi, jeudi et vendredi sur Ketnet, ou plutôt "Ketnet Junior", leur plateforme de diffusion des programmes pour les plus petits.